# Cenaze Hasan Pașa
Cenaze Hasan Pașa (cunoscut și sub numele de Meyyit Hasan Pașa sau Kethüda Hasan Pașa; n.  ? – d. 1810, Larisa, Grecia) a fost un mare vizir pe termen lung otoman în 1789. Epitetul său Cenaze (sau Meyyit) înseamnă „cadavru” pentru că era bolnav când a fost numit în funcție.

## Primii ani
El a fost guvernatorul interimar de la Tripoliçe (acum în Grecia) în 1770 în timpul Războiului Ruso-Turc (1768-1774). El a apărat orașul împotriva unei revolte susținute de Rusia. După acest succes a fost promovat. În timp ce era guvernatorul Vidinului (acum nord-vestul Bulgariei), a luat parte la Bătălia de la Caransebeș din cadrul Războiului Ruso-Turc (1787-1792) și a contribuit la victorie.

## Mare Vizir
La 28 mai 1789, a fost numit mare vizir (rangul cel mai înalt al imperiului, altul decât cel al sultanului). Dar era bolnav la pat când a primit scrisoarea de numire a sultanului. Așa că a fost poreclit Cenaze (cadavru). La 22 septembrie, el a condus personal armata împotriva alianței austro-ruse în Bătălia de la Râmnic (numită Boze de către turci). Dar a fost învins. După această înfrângere, el a fost demis la 2 decembrie 1789.